# (12861) Wacker
(12861) Wacker (1998 KW33) – planetoida z grupy pasa głównego asteroid okrążająca Słońce w ciągu 4,14 lat w średniej odległości 2,58 j.a. Odkryta 22 maja 1998 roku.